# Poppy šógi

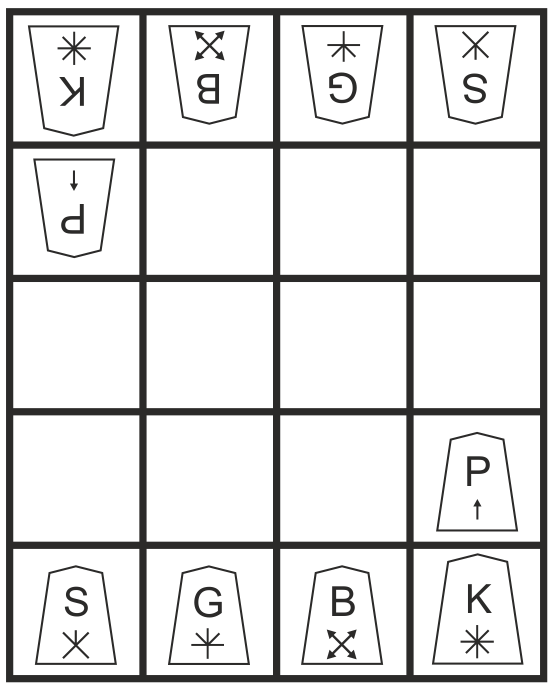
Rozestavění hracích kamenů poppy shogi

Poppy šógi nebo mikrošógi (japonsky 五分摩訶将棋, gofun maka šógi) je varianta japonské hry šógi.
Na rozdíl od standardního šógi, poppy šógi nemá povyšovací zónu. Místo toho kámen povinně otáčíme (povyšuje a degradujeme) na konci každého zajetí nepřátelského kamene.
Povyšovací hodnoty jsou zcela odlišné od standardního šógi:
- Stříbrný generál se stane kopiníkem a naopak: S ↔ L
- Střelec se stává povýšeným pěšcem a naopak: B ↔ T
- Ze zlatého generála se stane věž a naopak: G ↔ R
- Pěšec se stane jezdcem a naopak: P ↔ N

Pokud je kámen zajat, platí podobná pravidla jako ve standardních šógi a to, že se kameny vkládají zpět do hry, ale stranou jakou hráč uzná za vhodné. Kameny mohou být vkládány i tak, že v dalším tahu nemají pohyb. Pravidlo pěšců zde neplatí, můžeme tedy mít dva pěšce za sebou a vložením pěšce může vzniknout šachmat.